# Colibrí cuaample
El colibrí cuaample (Selasphorus platycercus) és una espècie d'ocell de la família dels troquílids (Trochilidae).

## Descripció
De mida mitjana, el colibrí de cua ampla fa 10 cm de llarg i posseeix una envergadura total de 13,3 cm. Els adults pesen 3,6 grams. La femella tendeix a ser una mica més grossa que el mascle.
És un colibrí comú de cotes elevades. Cria en bosc obert amb prats i matolls. A l'hivern, es troba a cotes més baixes. El mascle és característic amb una bella gola rosada i les parts superiors de color verd brillant. La femella és de color més apagada, amb els costats bufats i la gola tacada. Destaquen les plomes de la cua àmpliament arrodonides amb rufosos restringits. S'alimenta de nèctar i petits insectes.

## Distribució
Habita boscos de pins i subtropicals i matolls, de les muntanyes occidentals dels Estats Units i Mèxic, des d'Idaho, Utah i Wyoming, cap al sud, fins a Chiapas i Guatemala. La població minva, però sense atènyer enlloc un nombre crític, el 2022 s'estimava la població a 9,8 milions d'individus.